# Златна свобода
Златна свобода (на латински: Aurea Libertas; на полски: Złota Wolność; на литовски: Auksinė laisvė) понякога назовавана и Златни свободи, Благородна демокрация или Общество на благородниците (полски: Rzeczpospolita Szlachecka или Złota wolność szlachecka, латински: aureă lībertās) е политическа система в Кралство Полша и, след Люблинската уния (1569), в Полско-литовската държава. Под тази система всички благородници (шляхта), независимо от ранга или икономическия статут, са считани за равни на правния статут и се радват на широки законови права и привилегии. Благородството контролира законодателството (Сейма – полския парламент) и избрания крал на Обществото.